# Audun Heimdal
Audun Heimdal, född 8 februari 1997, död 20 augusti 2022  var en norsk orienterings- och skidorienteringstävlande.

## Biografi
Heimdal tog en silvermedalj på medeldistans vid Världsmästerskapen i skidorientering 2019 års världsmästerskap i skidorientering. Han vann också en guldmedalj i jakten och en silvermedalj i sprint vid Världsmästerskapen i skidorientering 2021. När han tävlade vid Världsmästerskapen i orientering 2021, vann han en silvermedalj i mixed sprintstafetten, tillsammans med Victoria Hæstad Bjørnstad, Kasper Fosser och Andrine Benjaminsen.
Heimdal diagnosticerades med cancer 2022 och dog den 20 augusti, 25 år gammal.